# Náhradní sladidlo

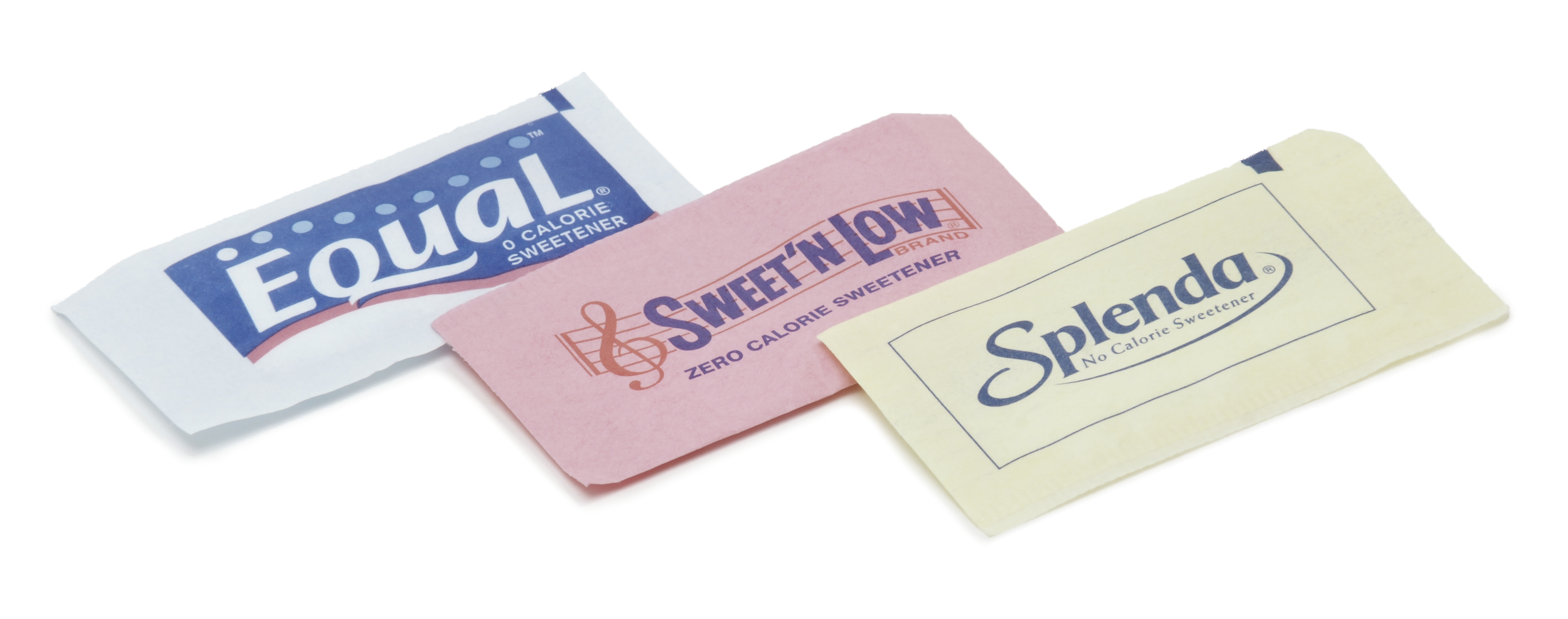
Balíčky umělých sladidel z USA

Náhradní sladidlo (též náhražka cukru) je potravinářská přísada, s větším chuťovým efektem než cukr, ale obvykle s menším množstvím potravinové energie. Náhradní sladidla mohou být vyrobena synteticky nebo se může jednat o přírodní látky. Syntetická sladidla jsou většinou označována jako umělá sladidla. Jsou často používána pro snižování tělesné hmotnosti. Jejich konzumace však vede k nárůstu hmotnosti. Podobně vede i k rozvoji prvního stádia cukrovky – intolerance glukózy (prediabetes). Sladidlo sice ošálí receptory jazyka, ale nikoli odezvu střev, která je pro cukr jiná.
Každé sladidlo má vlastní „sladkost“, respektive sladivost (dle použité látky může být sladidlo 10× až 300 000× sladší než cukr). Sladidla mají velmi málo nebo žádné kalorie. Kromě toho nepodporují tvorbu zubních kazů, jelikož nenabízí bakteriím žádnou výživu. Sladkost sladidla je vyjadřována na sacharóze, která vyjadřuje hodnotu sladkosti 1.
Důležitá třída náhradních sladidel je třída vysokointenzivních sladidel. Jsou to sloučeniny jejichž sladkost je mnohokrát větší než sacharózy. Proto je potřeba mnohem méně sladidla s často zanedbatelným energetickým příspěvkem. Pocit sladkosti způsobený těmito sloučeninami („profil sladkosti“) je někdy znatelně odlišný od sacharózy, proto jsou používána v komplexních směsicích, které dosahují co možná nejpřirozenějšího sladkého pocitu.
Většina náhradních sladidel schválených pro použití v potravinách jsou uměle syntetizované sloučeniny. Jsou však i přirozená náhradní sladidla, včetně sorbitolu a xylitolu, jež se vyskytují v bobulích, ovoci a houbách. Tato přirozená sladidla jsou mnohdy vyráběna synteticky.
Umělá náhradní sladidla zahrnují sacharin, aspartam a cyklamát, zatímco přirozená zahrnují sorbitol a xylitol.
Často se diskutují dopady užívání náhradních sladidel na lidské zdraví, výzkumy na toto téma zatím nepřinesly přesvědčivou odpověď.

## Zdravotní nezávadnost
Umělá náhradní sladidla, včetně jednotlivě sacharinu, aspartamu a cyklamátu, jsou předmětem sporů o svoji zdravotní nezávadnost. Výsledky vědeckých studií jsou však mnohoznačné. Náhradní sladidla mohou zvyšovat riziko jistých druhů rakovin. Vzniku cukrovky 2. typu však může docházet více u uměle slazených nápojů než u cukrem slazených nápojů. Ale i rafinovaný cukr je předmětem kritiky.[zdroj?]
| Název                               | relativní sladkost (sacharóza = 1) |
| ----------------------------------- | ---------------------------------- |
| acesulfam draselný (E 950)          | 130–200                            |
| aspartam (E 951)                    | 200                                |
| cyklamát sodný (E 952)              | 30–50                              |
| sacharin (E 954)                    | 300–500                            |
| Sukralóza E 955                     | 600                                |
| thaumatin (E 957)                   | 2 000–3 000                        |
| neohesperidin (E 959)               | 400–600                            |
| steviolglykosidy (E 960)            | 250–300                            |
| neotam (E 961)                      | 10 000–13 000                      |
| směs aspartamu a acesulfamu (E 962) | 350                                |

| Název        | relativní sladkost (sacharóza = 1) |
| ------------ | ---------------------------------- |
| alitam       | 2 000–3 000                        |
| brazzein     | 500–2 000                          |
| hernandulcin | cca 1 250                          |
| lugdunam     | 220 000–300 000                    |
| monellin     | 800–2 000                          |
| pentadin     | 500                                |